# Lytta aeneipennis
Lytta aeneipennis é uma espécie de inseto coleóptero polífago pertencente à família dos meloídeos, sendo um dos principais representantes da tribo Lyttini, sendo, ainda, um representante de seu gênero mais importante e conhecido, Lytta. Possui distribuição geográfica exclusivamente neoártica, sendo encontrado na América do Norte. Esta espécie seria descrita primeiramente no ano de 1851, sendo a sua autoridade atribuída ao entomólogo estadunidense John Lawrence LeConte.

## Distribuição geográfica
Sendo, assim como outras espécie dentro deste gênero, uma cantárida, apresenta distribuição geográfica restringida ao continente norte-americano, especificamente através do território estadunidense, pelo estado estadunidense da Califórnia, onde pode ser encontrada pelo sudoeste, entre o condado de San Luis Obispo, onde, ocidentalmente, o segue na direção do Oceano Pacífico, se limitando ao condado de San Diego.